# Suchuwate
Suchuwate (ukrainisch Сухувате; russisch Суховатое Suchowatoje – älter russisch Киружика Kiruschika, deutsch Kurudschika, rumänisch Curudgica) ist ein Dorf in der ukrainischen Oblast Odessa mit etwa 80 Einwohnern. Es entstand 1881 im damaligen Bessarabien durch bessarabiendeutsche Siedler und befindet sich an der Grenze zur Republik Moldau.

Kurudschika/Suchuwate (2004)

## Lage
Suchuwate befindet sich in der historischen Landschaft Bessarabiens auf heute ukrainischem Territorium. Das Dorf liegt innerhalb des Budschak im nördlichen Teil des ehemaligen Hauptsiedlungsgebietes der Bessarabiendeutschen, etwa 120 km Luftlinie vom südlich gelegenen Schwarzen Meer entfernt, die Grenze nach Moldawien verläuft etwa 1 Kilometer westlich und 2 Kilometer nördlich der Ortschaft. Die Umgebung von Suchuwate ist eine flachwellige Hügellandschaft, das Dorf selbst liegt im Tal Kurudschik (tatarisch für „trocken“). Dadurch führt ein nur bei Regen wasserführender Graben. Das Dorf ist hinter Hügeln und abseits großer Verkehrsstraßen gelegen und nur über eine Umgehungs-Schotterpiste erreichbar; es gibt jedoch eine Haltestelle an der Bahnstrecke Bender–Galați.

Wasserführender Graben in Suchuwate/Kurudschika (2004)

Bauernhof mit Bäumen in Suchuwate/Kurudschika (2004)

## Verwaltungsgliederung
Am 12. Juni 2020 wurde das Dorf ein Teil der Siedlungsgemeinde Tarutyne; bis dahin war sie Teil der Landratsgemeinde Petriwsk (Петрівська Перша сільська рада/Petriwska Perscha silska rada) im Norden des Rajons Tarutyne.
Seit dem 17. Juli 2020 ist es ein Teil des Rajons Bolhrad.

## Geschichte
Der Ort entstand als kleinere Ansiedlung, die erst später zur Dorfgründung führte. 1881 siedelten sich drei Familien auf diesem Land an, das sie von einem bulgarischen Grundeigentümer für 10 Jahre zur Pacht erhielten. Das Landstück umfasste 2485 Dessjatinen (eine Dessjatine entspricht 1,11 Hektar) im Tal Kurudschik. Der Pachtvertrag forderte die Ansiedlung von mindestens 30 weiteren Familien, als Unterpächter, und das innerhalb von drei Jahren, um das Land zu bestellen. Diese neuen Familien kamen aus mehreren bereits bestehenden deutschen Siedlungen in Bessarabien, wie Leipzig, Beresina, Budschak, Tarutino. Wie im Pachtvertrag gefordert, errichteten die Siedler Häuser und pflanzten auf den Hofgrundstücken Bäume an.
Das Land, auf dem das Dorf Kurudschika entstand, wurde 1824 dem Staatsrat Fonton vom Zarenreich als Besitz zur Einrichtung eines Gutshofes zugesprochen. Auf den Ländereien entstand neben Kurudschika auch die bessarabiendeutsche Siedlung Peterstal und zu einem kleinen Teil auch Kolatschowka. Kurudschika wurde zeitweise auch Günsburgsdorf genannt. Dies beruhte auf der Sitte, neue Siedlungen nach dem Grundeigentümer zu nennen, der Mitte des 19. Jahrhunderts ein Ehrenbürger namens Günsburg war.
Zur Zeit der Ortsgründung 1881 gehörte das Dorf zum russischen Gouvernement Bessarabien. Dieser Landesteil gehörte zum Budschak, einem steppenähnlichen Landstrich im Süden.

### Dorfentwicklung
In den ersten Jahren nach der Gründung litten die Dorfbewohner unter Notzeiten infolge von Missernten. Trotzdem richteten sie schon im zweiten Siedlungsjahr (1882) ein Bet- und Schulhaus mit Lehrerwohnung ein; 1900 entstand zu diesem Zweck ein Neubau. Kirchlich war das Dorf dem bessarabiendeutschen Kirchspiel in Leipzig zugeordnet.
Am 2. September 1927 trat nach wolkenbruchartigem Regen der naheliegende Steppenfluss Skinos über die Ufer und zerstörte mit drei Meter hohen Fluten 57 der 117 Wohngebäude von Kurudschika.
Nach der sowjetischen Besetzung Bessarabiens vom Juni 1940 als Folge des Hitler-Stalin-Paktes verließen die Bewohner im Herbst 1940 das Dorf und schlossen sich der Umsiedlung der 93.000 Bessarabiendeutschen ins Deutsche Reich an.

### Besitzverhältnisse
Das Dorf entstand auf Pachtland. 1883 ging das Land, auf dem das Dorf stand und auf dem die Ackerflächen lagen, in den Besitz einer Gräfin über. Sie war den deutschen Siedlern wohlgesinnt. Von ihr konnten 1909 die 84 Familien im Dorf das bis dahin gepachtete Land in der Größe von 1681 Deßjatinen (etwa 1800 Hektar) käuflich erwerben, so dass das Dorf auf Eigenland lag.

### Bevölkerung
Im Herbst 1940 lebten im Dorf 707 Bewohner auf etwa 120 Höfen. Ihren Lebensunterhalt bestritten sie wie die meisten Bessarabiendeutschen aus der Landwirtschaft. Die Kreisstadt war Bender, die auch während der rumänischen Zeit Bessarabiens (1918–1940) diesen Namen trug.
Nach der sowjetischen Besetzung Bessarabiens im Sommer 1940, gedeckt vom Hitler-Stalin-Pakt, schlossen sich die bessarabiendeutschen Ortsbewohner im Herbst 1940 der Umsiedlung ins Deutsche Reich unter dem Motto Heim ins Reich an.